# Septoria cannabis
Septoria cannabis è una specie di fungo ascomicete parassita delle piante. Causa la septoriosi della Cannabis.